# Georgios Mylonas
Georgios Mylonas (en griego: Γεώργιος Μυλωνάς, 1898-1988) fue uno de los principales arqueólogos griegos del siglo XX. 
Nació en Esmirna. En 1922, durante la guerra greco turca, fue capturado por los turcos en Samos y permaneció confinado hasta que pudo escapar a bordo de un barco mercante francés que, sin embargo, lo devolvió a los turcos. Finalmente fue liberado y llegó a Atenas en abril de 1923. Desde entonces trabajó en la Escuela estadounidense de Estudios Clásicos. Por otra parte, se doctoró en 1927 en la Universidad de Atenas. Durante 1923-1928 participó en excavaciones de Nemea, Corinto y Agiorgítika. En 1928 organizó una gran campaña de excavaciones en Olinto junto con David Moore Robinson, lugar donde volvió a realizar trabajos arqueológicos en 1932 y 1938.
En Estados Unidos trabajó como profesor en varias universidades. Otras excavaciones donde trabajó fueron las de Meciberna en 1938, Polystylo y Acropótamos (Kavala), también en 1938 y Agios Kosmas, en 1930, 1931 y 1952, pero las más destacadas que dirigió fueron las de Eleusis, en los periodos 1932-34; 1952-54 y 1956-67 y Micenas, entre 1951-54 y 1958-88.
En Eleusis estudió particularmente el origen del culto de los misterios celebrados en este lugar. Indica que las excavaciones demuestran que el primer templo de Deméter hallado en ese lugar es de época micénica, y cree que no guarda relación con edificios cretenses.
Entre 1951 y 1954 dirigió, junto a Ioannis Papadimitriou, las excavaciones del Círculo de tumbas B de Micenas.

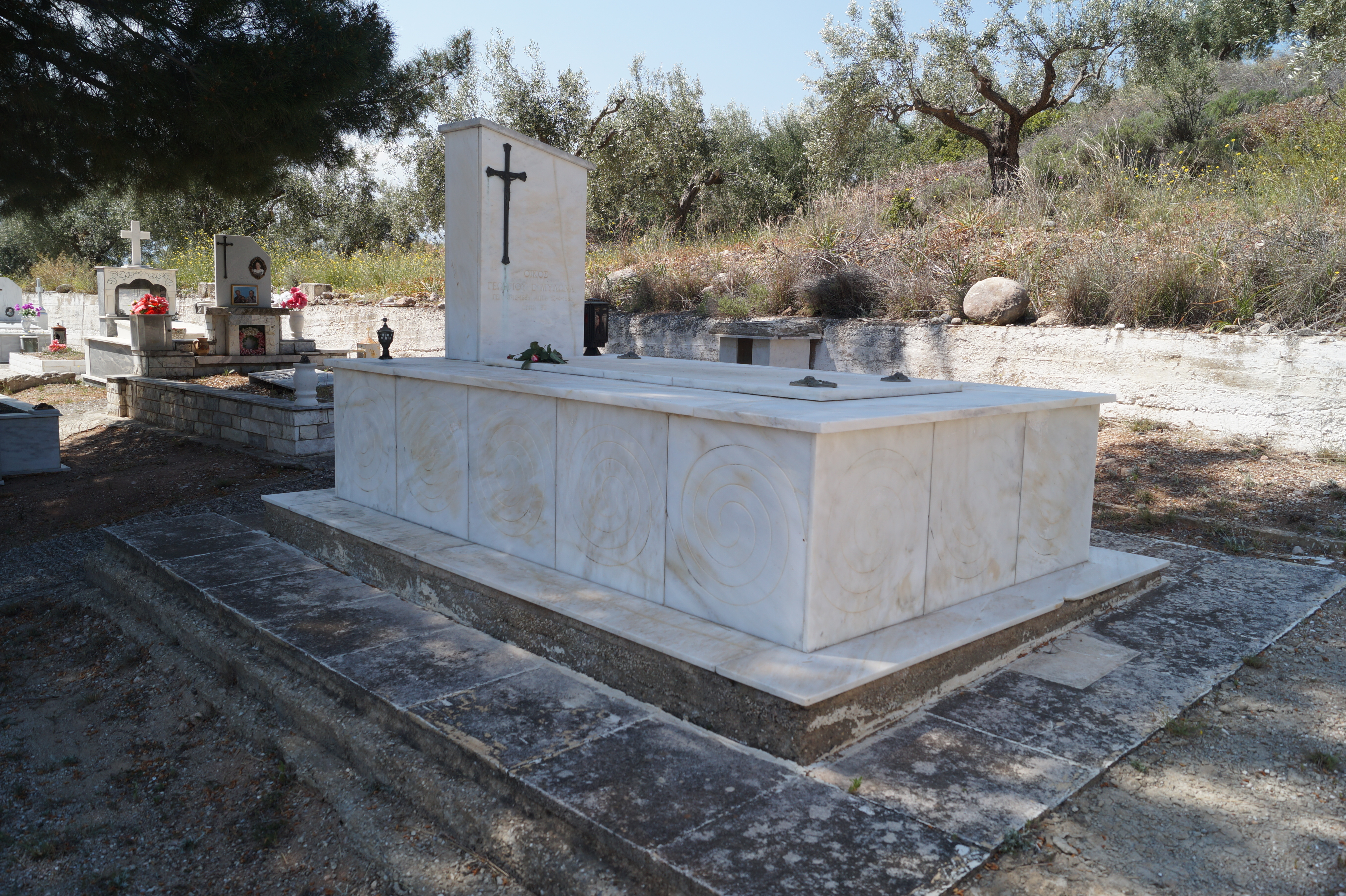
Tumba de George E. Mylonas en Micenas, Grecia

En 1970 se convirtió en miembro de la Academia de Atenas, institución de la que fue presidente desde 1980. También fue secretario general de la Sociedad Arqueológica de Atenas desde 1979 hasta 1986. Fue enterrado en Micenas.
Entre sus publicaciones se pueden citar H νεολιθική εποχή εν Eλλάδι (1928), πρωτοαττικός αμφορεύς της Eλευσίνος (1957), O ταφικός κύκλος Β των Μυκηνών (1973) y Το δυτικόν νεκροταφείον της Eλευσίνος (1975)